# Гретна (Манитоба)
Гретна (енгл. Gretna) је малено насеље са службеним статусом варошице у јужном делу канадске провинције Манитоба и део је географско статистичке регије Пембина Вали. Варошица се налази на самој граници са америчком савезном државом Северна Дакота (Округ Пембина).
Насеље основано 1883. службени статус села добило је 1896. а варошица је постала 1998. године.
Према резултатима пописа становништва из 2011. у варошици је живело свега 556 становника у 202 домаћинства, што је за 3,1% мање у односу на 574 житеља колико је регистровано
приликом пописа 2006. године.

## Становништво
| 2011. |
| ----- |
| 556   |